# دائرة تماسین
دائرة تماسین (به عربی: دائرة تماسین) یک سکونتگاه مسکونی در الجزایر است که در استان ورقله واقع شده‌است.

## خصوصیات
دائرة تماسین ۵۵۰ کیلومترمربع مساحت و ۳۴٬۶۰۷ نفر جمعیت دارد.